# Àhmad ibn Tulun
Àhmad ibn Tulun (àrab: أحمد بن طولون, Aḥmad ibn Ṭūlūn) (setembre de 835 - 10 de maig de 884) fou governador d'Egipte, inicialment al servei del Califat Abbàssida de Bagdad, després per compte propi emir d'Egipte i Síria (868-884), fundador de la dinastia tulúnida.

## Biografia
El seu pare, Tulun, era un esclau que va formar part del tribut enviat al califa al-Mamun pel governador de Bukharà (vers 815/816); va arribar al càrrec de cap de la guàrdia particular del califa; el seu fill va néixer el 835 i va seguir instrucció militar a Samarra, estudiant també teologia a Tars. Quan el califa al-Mustaín fou enderrocat el 866 va escollir a Àhmad com a cap de la guàrdia que l'havia d'acompanyar a l'exili; no va tenir cap part en la mort, poc després, del deposat califa.
El 868 el califa al-Mútazz va nomenar governador d'Egipte al turc Bakbak, que estava casat amb la vídua de Tulun, i Àhmad fou nomenat lloctinent del seu sogre que el va enviar a Egipte i va restar a l'Iraq. Àhmad va arribar a Fustat el 15 de setembre del 868 acompanyat del que fou el seu visir Àhmad ibn Muhàmmad al-Wassití. El seu títol era walí al-jayx wa-s-salat («supervisor de l'exèrcit i de la pregària del divendres») i va rebre també autoritat sobre el kharaj, les taxes sobre la propietat agrària. Va nomenar tanmateix un prefecte de policia (walí aix-xurta) i un delegat a Alexandria que no estava dins el seu govern, el qual només s'estenia a Fustat i el seu districte. Una de les seves primeres tasques fou ajudar el governador d'Aswan que exercia el govern sobre tot l'Alt Egipte i que estava amenaçat pels budja, pels nubians (cristians) i pels Banu Rabia. El budja van esdevenir musulmans el 868 i en endavant foren utilitzats per lluitar contra els nubians.
Durant quatre anys Ahmad ibn Tūlūn va disputar la direcció dels afers administratius al cap de finances Abu-l-Hàssan Àhmad ibn al-Mudàbbir, odiat pel poble per la seva cobdícia, el qual exercia el càrrec de supervisor de les taxes del kharadj probablement des del 861. La lluita es va acabar el juliol del 871 amb el trasllat d'Ibn al-Mudàbbir a les mateixes funcions a Síria. Les funcions d'Ibn al-Mudàbbir van passar de fet a mans d'Abu-Jàfar Muhàmmad ibn al-Kan (mort el 891) que després fou el canceller d'Àhmad a Fustat. Un temps abans, el 869/870 el seu sogre Bakbak al-Turki havia estat executat i l'estiu del 871 nomenat governador Yardjukh, una de les filles del qual estava casada amb Àhmad ibn Tūlūn. El nou governador va confirmar Àhmad com a lloctinent a Egipte, i en les seves facultat es van incloure probablement el 872 els governs d'Alexandria i Barka; dos anys després el seu fill al-Abbàs fou nomenat governador d'Alexandria. El 873 fou nomenat governador titular Jàfar al-Mufàwwad, jove fill del califa al-Mútamid. Aquest havia reconegut hereu al seu germà al-Muwàffaq i al seu propi fill Jàfar al-Mufàwwad i havia repartit l'imperi entre els dos presumptes hereus: al-Muwàffaq l'orient i el jove al-Mufàwwad l'occident, i un turc, Mussa ibn Bughà al-Umara al-Mudhàffar, fou nomenat com a regent del segon per si arribava el cas. En realitat al-Muwàffaq exercia tot el poder però, entre altres problemes, s'enfrontava a la revolta dels zandj i no podia actuar com volia.
L'alida Bugha al-Asghar, s'havia revoltat el 859 en els oasis entre Egipte (Alexandria) i Líbia (Barka) i s'havia proclamat califa però fou capturat i executat l'estiu del 869. Un altre alida, Ibrahim ibn Muhammad ibn al-Sufi, va continuar la revolta i el 869 va massacrar als habitants d'Esna i durant dos anys va fer diverses incursions. L'hivern del 870 va derrotar a un exèrcit enviat per Àhmad però va haver de buscar refugi als oasis (871). El 872 es va enfrontar a un altre cap rebel que havia sorgit a Núbia, Abu-Abd-Al·lah ibn Abd-al-Hamid al-Umarí, però fou derrotat i en revenja va assolar el districte d'Aswan on va tallar milers de palmeres, per fugir després a la Meca on fou capturat i entregat a Àhmad que després de tenir-lo un temps empresonat el va deixar marxar a Medina. Abu Ruh Sukun, un seguidor d'Ibrahim ibn Muhàmmad ibn as-Sufí, va continuar la revolta alida, i d'oasis en oasi no podia ser dominat per la cavalleria, però finalment la lluita es va acabar quan se li va oferir l'aman (pau i perdó) vers el 874. Entretant, Abu-Abd-Al·lah ibn Abd-al-Hamid al-Umarí, descendent del califa Úmar ibn al-Khattab, s'havia creat un petit estat a la zona de les mines d'or de Núbia, i un exèrcit enviat contra ell fou derrotat; llavors es va tolerar la seva presència i de fet venia l'or i els esclaus lliurement al mercat d'Aswan, però finalment fou assassinat pels seus oficials (873/874). El 874/875 es va revoltar el governador de Barka, Muhammad ibn al-Faradj al-Farghani i l'exèrcit enviat contra ell no va aconseguir res; va caler un setge en forma; no obstant la repressió fou moderada. Una revolta dirigida per Amadjur, governador de Síria i Palestina (el primer turc en aquest càrrec), va donar ocasió a Àhmad de reunir forces nombroses, i quan finalment la repressió de la rebel·lió no li fou encarregada, es va trobar amb un exèrcit important i intacte.
El califa no va rebre participació d'Egipte en una expedició contra els zandj i va enviar contra Àhmad que era el governador efectiu un contingent dirigit per Mussa ibn Bughà al-Umara al-Mudhàffar. Però l'expedició va fracassar i Àhmad va ocupar Síria (878) incloent Damasc, Homs i Alep. El governador d'Alep Sima at-Tawil es va refugiar a Antioquia que fou assaltada per Àhmad, i en la lluita va morir at-Tawil potser a mans d'una de les seves dones. Llavors va seguir fins a Tars que va ocupar, però els mateixos habitants li van demanar de reduir les seves forces. Finalment es va retirar al rebre notícies alarmants d'Egipte (abril del 879). De retorn va retornar als notables d'Alep propietats expropiades per Sima al-Tawil, va confirmar al cadi local i va nomenar al seu ghulam Lulu al front de l'exèrcit local. Els Banu Kilab o kilabites li van donar suport i a través d'aquests va exercir el domini de la zona. A Haran va deixar també un contingent per aturar al general Musa ibn Atamish que desafiava la seva progressió.
En absència del pare, ocupat a Síria, Abbas ibn Ahmad ibn Tulun, va ocupar el càrrec de governador interí; es va revoltar més o menys obertament vers començaments del 879. Àhmad va retornar ràpidament alertat pel visir al-Wassití. En acostar-se el pare, al-Abbàs va fugir amb deu mil soldats i 800 cavallers cap a Alexandria i Barka, i va exigir a l'aglàbida Abu-Ishaq Ibrahim ibn Àhmad la renúncia del govern al seu favor, i va mostrar per justificar aquesta exigència un suposat diploma del califa al-Mútamid que el nomenava governador d'Ifríqiya. Al-Abbàs va atacar Labda, on va derrotar el governador aglàbida Muhammad ibn Qurhub, i va assetjar Trípoli. Però Ilyas ibn Mansur al-Nafusa, l'imam ibadita del Djabal Nafusa, va organitzar una força de 12.000 homes que el va derrotar en una data incerta que podria ser l'hivern del 879 al 880 o a l'hivern del 880 al 881. Al-Abbàs es va retirar cap a Egipte i fou capturat prop d'Alexandria i conduït a Fustat on el seu pare el va fer cegar, i als seus còmplices els va fer tallar les mans. Al-Abbàs fou tancat a la presó i l'altra fill Khumàrawayh ibn Àhmad ibn Tulun fou declarat hereu.
El 879 Ibn al-Kan fou nomenat camarlenc i les funcions de director de finances van passar a Abu-Bakr al-Atraix, que va morir el 884 però el càrrec va romandre en mans de la seva família que va arribar a ser de les més riques del món musulmà. El 879 Àhmad va començar a unir el seu nom al del príncep governador Jàfar al-Mufàwwad en les monedes d'or. Fins al final, però, va reconèixer al califa al-Mútamid, encara que probablement a causa del fet que aquest no gaudia del poder efectiu. El 882 va convidar al califa a anar a Egipte i refugiar-se a la seva cort per recuperar el poder. Àhmad va anar a Síria per recollir a al-Mutamid però aquest no va aconseguir fugir. Al-Muwàffaq va nomenar llavors a Ishaq ibn Kundaj com a nou governador d'Egipte i Síria, i Àhmad va respondre reunint una assemblea de notables juristes a Damasc que va declarar la manca de dret d'al-Muwàffaq a la successió; aquest al seu torn va respondre obligant al seu germà el califa a fer maleir a Àhmad a totes les mesquites, i en revenja Àhmad va fer el mateix amb el príncep a totes les mesquites que controlava a Síria i Egipte.
El 883 va nomenar Lulu, que després de ser nomenat (879) cap de l'exèrcit a Alep ara era governador del Diyar Mudar, com a governador dels districtes d'Homs, Alep i Kinnasrin. A tot Síria només la ciutat d'al-Karkisiya havia estat recuperada per forces lleials al califa el 881. Finalment el príncep abbàssida, una vegada dominada la revolta dels zandj, va decidir reconèixer l'statu quo i va fer gestions amb Àhmad que les va acollir bé, però va morir el 10 de maig del 884.
El seu secretari Ahmad ibn al-Daya (859 o 864 a 941 o 951) va escriure una història del seu regnat.